# Redyk

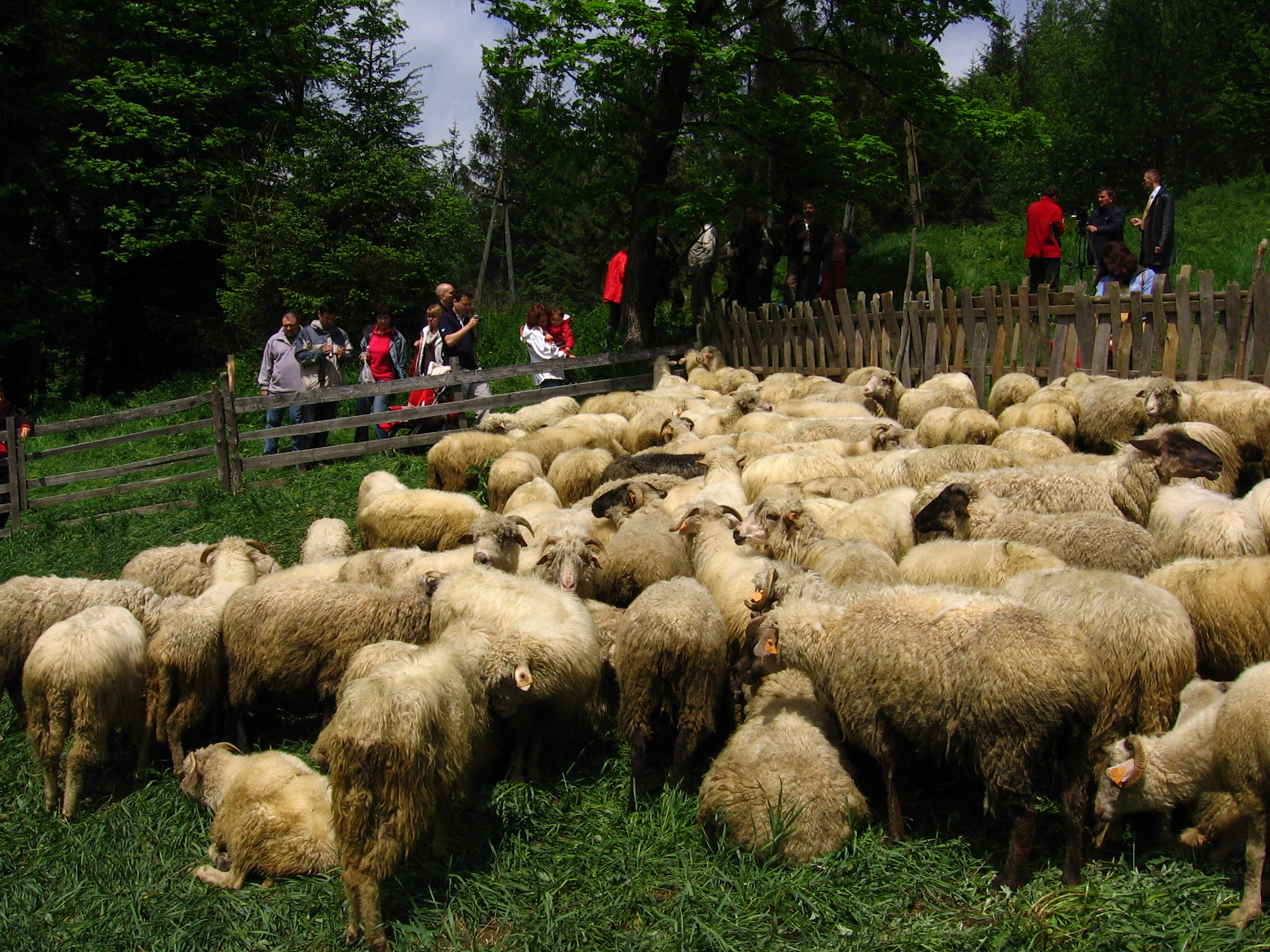
Owce w koszarze na wiosennym redyku w Korbielowie, 2008

Redyk – uroczyste wyjście pasterzy ze stadami owiec na wypas na górskich halach (redyk wiosenny), a także ich powrót z wypasu (redyk jesienny).
Redyk jesienny zwany jest gwarowo uosod, co wywodzi się od słowa uosadzić (ôsadzić), osadzić owce z powrotem do poszczególnych gospodarstw. Istnieje również teoria, że wywodzi się ono od słowa uozchod (ôzchod), czyli rozchód, rozejście się owiec pojedynczych gazdōwek (gospodarstw). Mógł w tym słowie zajść całkowity zanik w wymowie ch, które w gwarze podhalańskiej w tego typu pozycjach wymawialne jest jako słabo słyszalne h (tzw. dźwięczne h), podobnie, jak w słowie schować, które po góralsku wymawiane jest jak sować.
Pobyt na hali rozpoczyna się w dzień św. Wojciecha (23 kwietnia), kończy zaś w dzień św. Michała Archanioła (29 września).
Ten sposób wypasu owiec jest reliktem panującego niegdyś powszechnie w Karpatach rolnictwa transhumancyjnego.

## Przebieg redyku wiosennego
Zgodnie z tradycją pobyt na hali rozpoczynał się w dzień św. Wojciecha, tj. (23 kwietnia).
Redyk w kulturze pasterskiej był postrzegany jako największe święto wsi. Gospodarze, którzy oddawali owce na cały sezon bacy, przed wypasem na halach, spisywali je (najczęściej poprzez oznaczanie zacięciami na lasce, kiju lub belce bacy), znakowali i wprowadzali do koszora wykonanego z tynin. W Pamiętniku Towarzystwa Tatrzańskiego z 1876 roku, opisano sposób w jaki się to odbywa: "(...) spędzają owce z całej wsi na jedno umówione miejsce, oddają je pojedynczo juhasom i bacy, potem mieszają razem i liczą, ile całe stado (kierdel) sztuk wynosi (co znowu nazywają czytaniem). Czytanie odbywa się w ten sposób, że jeden juhas trzymając koronkę w ręku, za każdą odliczoną dziesiątką owiec przekłada jeden paciorek. Drugi bierze z kierdela po jednej owcy i przepuszczając ją z ogrodzonego koszaru liczy: jeden, dwa, trzy itd. aż do dziesięciu, a za każdą dziesiątką woła: desat".
Wyprowadzenie owiec było poprzedzone przez zabiegi o charakterze magicznym, które miały je uchronić przed złym losem i przed zaczarowaniem. W tym celu rozpalano ogniska i przeprowadzano owce przez ogień. Rozpoczynało go wskrzeszenie „świętego ognia” w kolybie (szałasie pasterskim). Zwyczaj nakazywał, aby od tego dnia miał palić się nieustannie podtrzymywany przez głównego owczarza - bacę. W dalszej kolejności prowadzono owce wokół małej jodełki lub świerka wbitego w ziemię - tzw.mojka (która miała symbolizować zdrowię i siłę wszystkich obecnych na hali) i okadzano je palącymi się ziołami oraz połaźniczką przyniesioną na sałasz. Miało to na celu oczyszczenia ich z chorób i zapobieżenie nieszczęściu. Następnie kierdel był zaganiany wokół niej trzykrotnie, co miało na celu skupienie owiec w jedną gromadę i zapobieganie ucieczkom pojedynczych zwierząt. Baca miał za zadanie pociągnąć owce za sobą, pomagając sobie przy tym solą, którą posypywał stado. Juhasi z pomocą psów i gwizdów podrywali stado oraz pilnowali, aby owce szły za bacą. Źle wróżyły owce, które wypadły poza okręg. Wierzono, że ile owiec wypadnie poza krąg, tyle zginie w nadchodzącym sezonie.
Praktykowane też zwyczaje, które były wspólne dla innych zwierzętach podczas pierwszego wygonu na hale. Bydlęta się opluwało, robiono znak krzyża, czasami do ogonów wiązało się czerwoną wstążkę.
Owce wszystkich sałaszników gromadziły się w jednym miejscu u podnóża gór, po czym jedno wielkie wspólne stado gnano na sałasz. Wejście na halę było również szczególnie akcentowane: całą drogę strzelano, trąbiono i krzyczano. Miało to na celu odegnanie złych duchów od posiadanych zwierząt, a także aby całe stado trzymało się razem.
Następnie sałasznicy (właściciele owiec, nazywani - w zależności od regionu - miszanikami) dokonywali pierwszego udoju mleka. Do udojonego mleka dodawano kawałeczek suszonego żołądka cielęcia zwanego podpuszczką. Tak przygotowany serowy oszczypek podawano na szyndziole, czyli goncie. Ser rozkrajano od środka  - jak tort i dzielono nim - szczypkiem wszystkich udziałowców (właścicieli owiec). Był to symbol udział każdego gazdy we wspólnocie pasterskiej, zawiązaniu się wspólnoty pracy i odpowiedzialności za pomyślność i pomnażanie dostatku.
Tak oto opisał gwarą przebieg mieszania owiec Jan Kufa  ze Śląska Cieszyńskiego:
„Rano, w dziyń miyszanio, sie dojne łowce (dojki) łodstawiło łod jagniónt i pięknie sie jich umyło. Po tym sie łowce znacziły. Tak przigotowane łowce łod poszczególnych gazdów sie gnały na sałasz. Tam już czakoł łowczorz i sałasznik. Łowczorz łowce połoglóndoł, czi sóm zdrowe, porachowoł a sałasznik to wszecko zapisol. Jak sie poschodzóm wszecki łowce, zaczino sie miyszani. Samotne miyszani sie dość różniło w zależności łod tego, kaj sie łodbywało.
Prawie wszyndzi łokurzowali łowce dymym, aby były zdrowe, kajsi gnali łowce przez łogiyń.
Łowczorz kludził łowce kole jedliczki, aby sie kyrdel dyrżoł kupy a nie potracił sie. Kajsi gazdowie klynkali na kolana, schylali głowy a przikrywali jich guniami, aby uchronić łowce przed wilkami a urzeczynim. Czynsto też wszecy wspólnie rzykali.
(...) W tym dniu też na nikierych sałaszach gazdowie narychtowali drzewo łowczorzowi, posprawowali kolybym i koszory. Syrym z piyrszigo dojynio sie podzielili wszecy gazdowie, a bywało też tak, że pozwali fojta, farorza i gojnego, aby to mieli dobre na wszecki strony".
Na zakończenie redyku odbywało się wspólne muzykowanie i tańce. Muzycy grali na tradycyjnych instrumentach: gajdach i skrzypcach. Sałasznicy do wtóru muzyki wykonywali najstarszy indywidualny taniec - owięziok oraz owczarza, kołomajki, świnszczoka, masztołkę.
Sałasznicy wierzyli w liczne przesądy. Wierzono, że nieszczęście może spotkać całe stado, gdy na końcu stada idzie czarna owca. W przypadku gdy stadu, pasterzom, sałasznikom w trakcie wejścia na górę przez drogę przeszła kobieta, należało wrócić inną drogą.

## Redyk jesienny
Redyk jesienny zwany jest gwarowo osod, łosod, łossod. Nazwa pochodzi od nazwy osadzić, czyli odprowadzić owce do poszczególnych gospodarstw. Tradycyjnie wypas owiec kończył się w dzień św Michała, tj. 29 września, choc na Śląsku Cieszyńskim mógł to być także dzień 28 września, na św. Wacława. Według zapisków z Pamiętnika Towarzystwa Tatrzańskiego, koniec wypasu był też uzależniony od innych czynników: "Podczas ciepłego i pogodnego lata zostają pasterze ze statkiem w halach do połowy sierpnia. Koło święta Wniebowzięcia N. Panny Maryi spędzają już owce na dół, ponieważ dzień już jest krótszy, nocy na górach zimne a we wsi rozpoczynają się żniwa".
Funkcjonował też jesienny wypas, który trwał przeciętnie do Nowego Roku. Po tym czasie stada wracały do swoich rodzinnych wsi, przy czym dawniej zostawały we wsi tylko kilka dni i każdy z właścicieli odprowadzał swoje owce w góry na tzw. zimowisko. Zimowiskiem nazywano polany, na których stały szopy, w których na powale pod dachem zmagazynowane było siano zebrane latem. Zejście owiec z hal, kończył się łosadem 

## Redyk współcześnie
Współczesny wiosenny i jesienny spęd owiec ma charakter widowiska folklorystycznego kierowanego do turystów, ale i do samych górali, którzy mogą podjąć próbę identyfikacji ze swoją tradycją.
W 2013 roku został zorganizowany Redyk Karpacki. Trasa redyku wiodła przez tereny państw karpackich: Rumunię, Ukrainę, Polskę, Słowację i Czechy. W stadzie znalazło się ok. 300 owiec, psy, osły i konie. Pasterze z Polski, Ukrainy i Rumunii w okresie od 11 maja do 14 września 2013r. pokonali trasę ok. 1200 km. Jego organizatorzy (w Polsce jest to Fundacja Pasterstwo Transhumancyjne) poinformowali: „Redyk Karpacki został zorganizowany dla uczczenia wędrówek pasterzy wołoskich, które doprowadziły do zasiedlenia Karpat i powstania wspólnej, wysokogórskiej kultury pasterskiej, łączącej społeczności zamieszkujące Karpaty”.

## Obrzędowość
Wyjściu i dotarciu bacy, juhasów i owiec na górskie hale towarzyszą zawsze tradycyjne obrzędy, np.:
- zapalenie watry (świętego ognia) w pasterskiej bacówce;
- mieszanie: na polanie stawiana (wbijana) jest mojka – jodłowa gałąź (tuż obok niej żelazny kołek mający symbolizować siłę i zdrowie obecnych na hali), wokoło której kierdel zaganiany jest trzykrotnie. Celem tego jest zespolenie owiec – zazwyczaj pochodzących od różnych gospodarzy – w jedną gromadę, co zapobiega oddalaniu się i ucieczkom pojedynczych zwierząt. Rola bacy to pociągnąć stado za sobą, a ułatwia mu posypywanie stada solą z trzymanej przy boku grudziarki. Juhasi z pomocą psów, gwizdania i okrzyków podrywają stado, które w ślad za bacą zaczyna krążyć wokół wbitej gałęzi. Uwaga juhasów jest skierowana na owce, gdyż żadna z nich nie może wypaść poza zatoczony krąg. Wierzono bowiem, iż ile owiec wypadnie poza krąg tyle zginie w nadchodzącym sezonie (zostaną zagryzione przez dzikie zwierzęta, zgubią się – odłączą się od stada);
- modlitwa: baca wchodzi w środek stada, on i juhasi klękają na oba kolana, i wzywa do modlitwy przybyłych gospodarzy oraz otaczających go gości. Odmawiane jest „Ojcze nasz” i „Zdrowaś Maryjo” za szczęście i pomyślność pięciomiesięcznej gospodarki szałaśniczej;
- liczenie: odbywa się przy wpuszczaniu owiec do koszaru – ważne do rozliczenia się z gospodarzami, którzy oddali swe zwierzęta pod opiekę bacy. Liczenie odbywa się do dziesiątki, za każde dziesięć owiec, juhasi (liczy kilku z nich by uniknąć pomyłki) odcinają jedną rysę na desce wyjętej z koszaru.

## Galeria

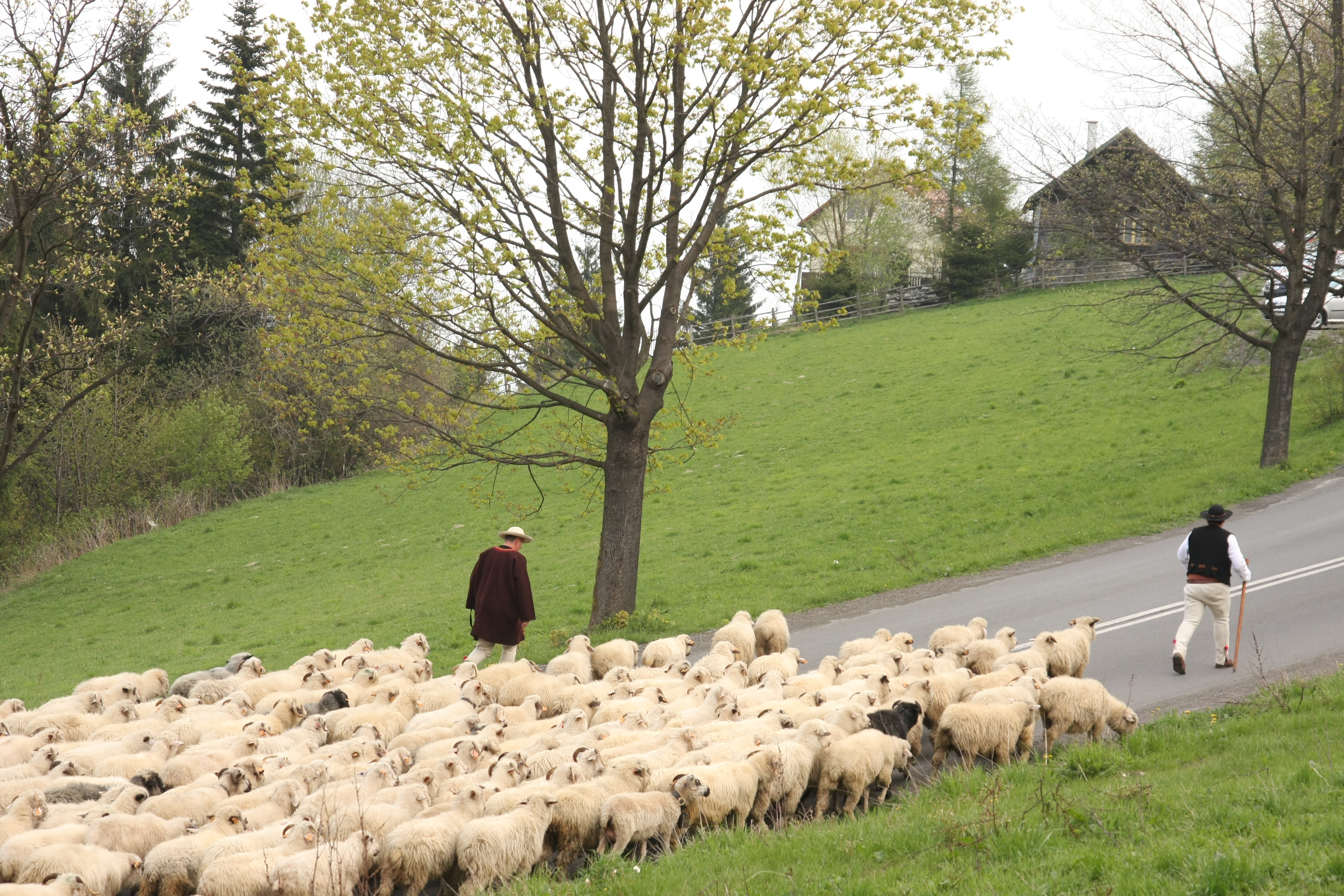
Wyjście na pastwiska
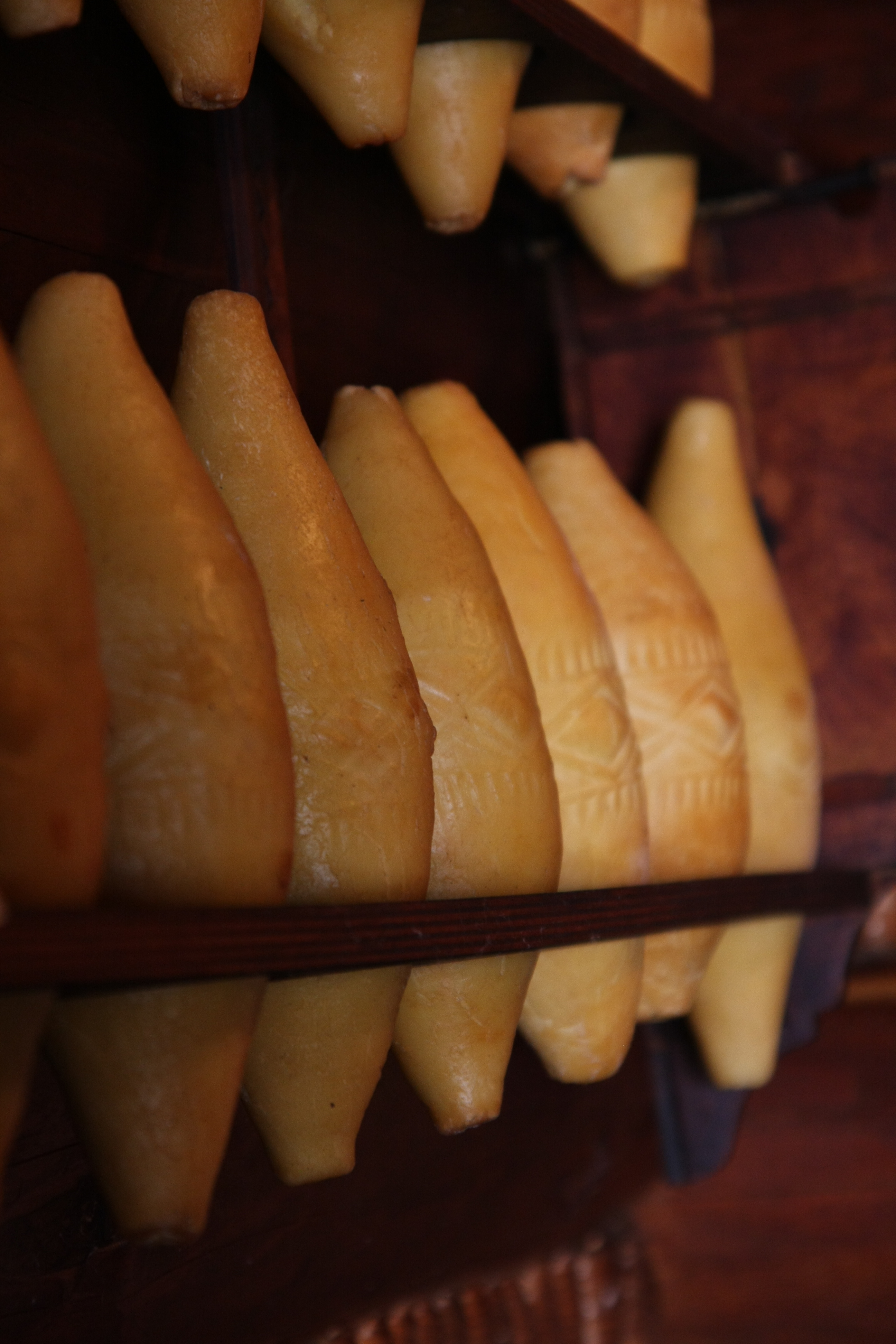
Wyrób sera owczego
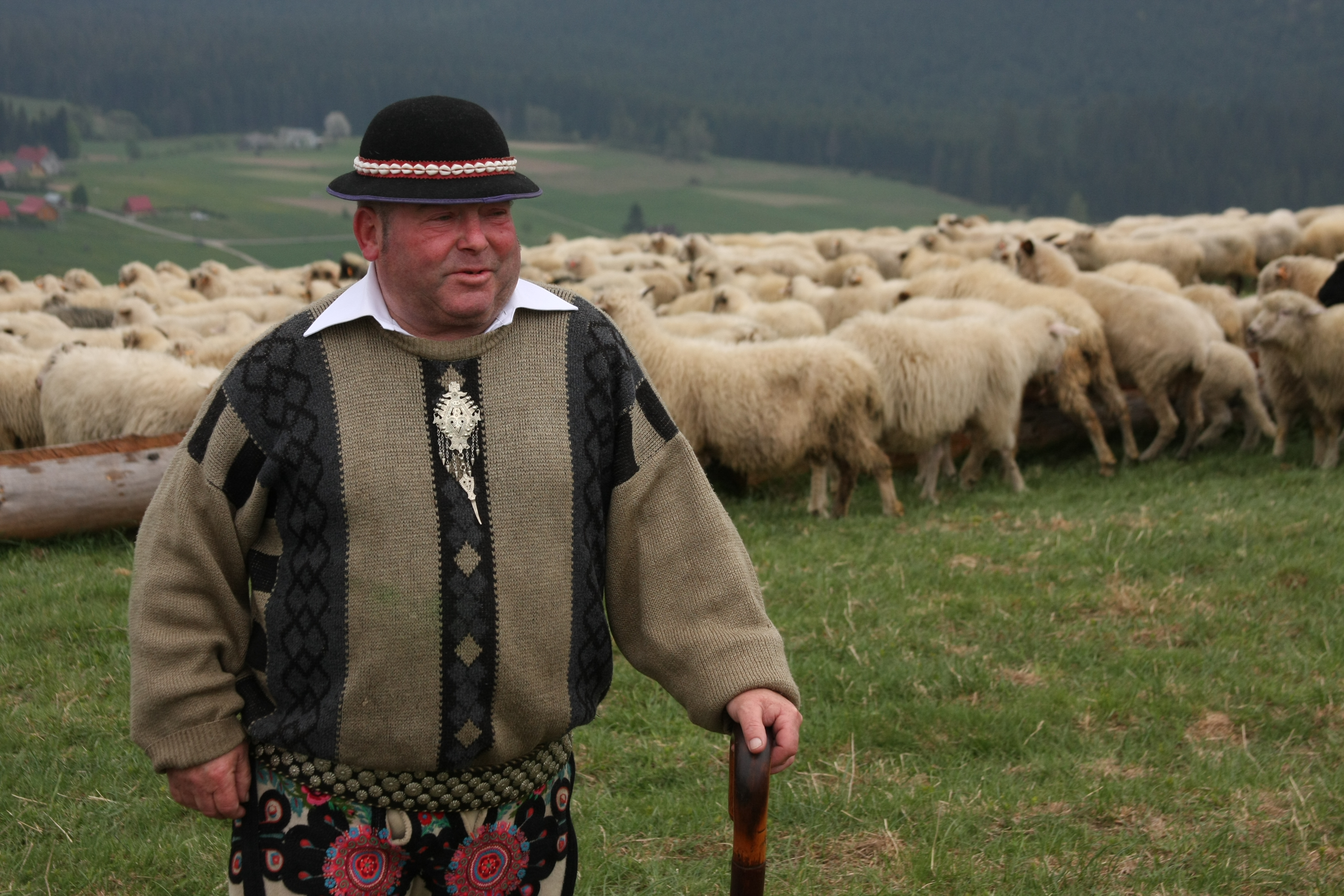
Baca